# Vera Figner
Vera Nikolajevna Figner, född 7 juli 1852 i Christoforovka nära Kazan, död 15 juni 1942 i Moskva, var en rysk revolutionär.

## Biografi
Figner var av adlig börd. Hon studerade medicin och deltog från omkring 1875 i den revolutionära rörelsen mot tsardömet. Hon dömdes till döden 1884 och spärrades in på fästningen Nöteborg, där hon tillbringade 20 år. Figner skrev vid sidan av lyrik även revolutionshistoriska essäer. En bok om hennes levnadshistoria finns översatt till svenska under titeln Natt över Ryssland. Den tyska översättningen av denna minnesbok, Nacht über Russland (1928), brändes demonstrativt under de landsomfattande bokbålen i Nazityskland våren och sommaren 1933.

## Eftermäle
Asteroiden 1099 Figneria är uppkallad efter henne.